# 심박수

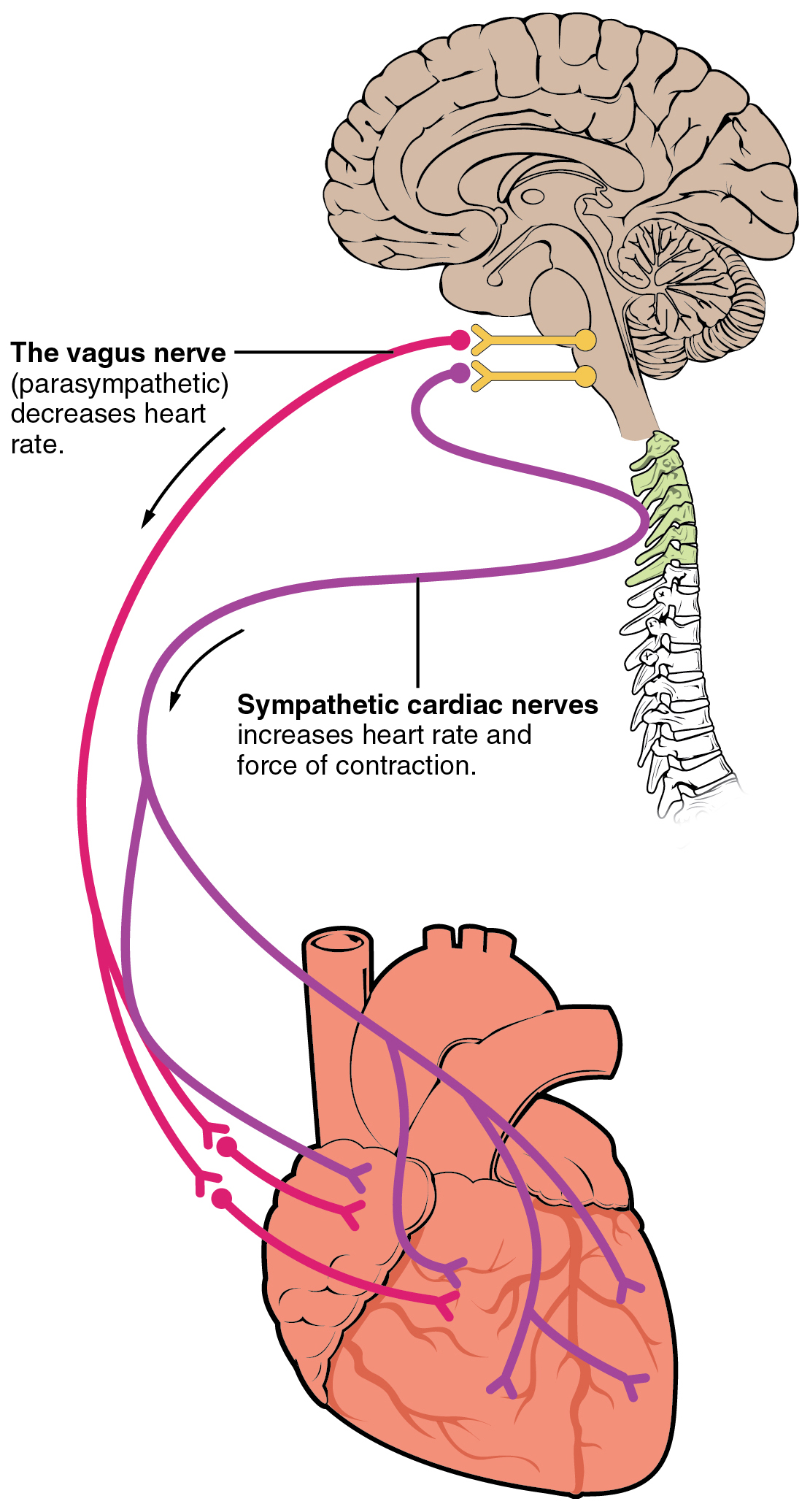
심장의 자동 신경 자극 전달.

심장박동수(영어: heart rate) 또는 심박수(心搏數) 또는 심박(心搏)은 단위시간당 심장박동의 수로 일반적으로 분당 맥의 수(beats per minute, bpm)로 표현되는 숫자이다. 심박수는 신체적인 운동이나 잠자는 것, 몸이 산소를 흡수하고 이산화탄소를 배출하는 것 등 생명 활동에 따라 다양해질 수 있다.
심박수의 측정은 의료전문가들이 진단과 의학적 상태를 검사하기 위해 사용된다. 운동선수들이 훈련에서 최대한의 효율을 얻기 위해 심박수를 모니터링 하기도 한다. R파장에서 R파장간의 간격(RR간격)은 심박수에서 역으로의 관계이다.

## 측정
심박수는 몸의 맥박이 뛰는 부위에서 측정한다. 이 맥박수는 몸의 동맥이 있는 어느 위치에서든지 검지와 중지로 표면을 누르면 측정이 가능하다. 엄지는 다른사람의 심박수를 측정할 때 사용되지 않는다. 왜냐하면 강한 힘이 목표 맥박을 정확히 측정하는데 방해가 되기 때문이다.
심박수를 측정할 수 있는 지점들
1. 엄지손가락 아래 배 쪽부분의 손목 (요골동맥, radial artery)
2. 척골동맥, ulnar artery
3. 목(경동맥, carotid artery)
4. 팔꿈치의 안쪽 또는 이두근 아래(상완동맥, brachial artery)
5. 사타구니(고동맥, femoral artery)
6. 발의 복사뼈 안쪽부분(후경골동맥, posterior tibial artery)
7. 발등의 중앙(발등동맥, dorsalis pedis)
8. 무릎의 뒷부분(오금동맥, popliteal artery)
9. 복부위 (복대동맥, abdominal aorta)
10. 가슴(심장의 위쪽 끝) 청진기로 들을 수 있다
11. 관자놀이(표재성측두동맥, superficial temporal artery)
12. 아래턱뼈의 옆모서리(안면동맥, facial artery)
13. 귀에 가까운 머리의 측면(뇌저동맥, basilar artery)

맥박을 결정하는 더 정교한 방법은 심전도(ECG, EKG)를 사용한다. 지속적인 심전도의 모니터링은 많은 의료에 사용된다. 상업적인 심박수 모니터링도 또한 존재한다. 신호는 손목의 수신기에서 모니터로 전해진다. 심박수 모니터링은 정확한 측정을 연속적이게 해주고, 손을 사용하는 상황처럼 수동적인 측정이 어렵거나 불편한경우인 운동을 할때에도 사용될 수 있다. 심박수를 측정하는 다른 방법은 몸의 진동을 기록하는 것이다.

## 휴식기 심박수
휴식기 심박수(resting heart rate, HRrest)는 통상 피험자가 잠에서 깬 직후 잠자리에서 일어나기 전 안정한 상태에서 측정하는 것이 가장 정확하다. 일반적인 성인의 휴식기 심박수는 분당 60-100회이다. 휴식기 심박수가 분당 60회 이하이면 서맥(bradycardia)이라고 하고 분당 100회 이상이면 빈맥(tachycardia)이라고 한다.
운동은 왼쪽 심실의 비대와 근육조직의 혈관신생과 같은 심혈관의 변화를 이끌 수 있다. 이것은 운동선수심장증후군으로 알려진 상태로 이끌 수 있는데, 병리학적으로 심실비대를 보인다. 운동선수들의 휴식기의 심박수는 60 미만이다. 사이클선수인 Miguel Indurain은 휴식기 심박수가 28회이다.
평균 심박수는 나이와 연관이 있다:
| 남성      | 나이  |       |       |       |       |       |
| 남성      | 18–25 | 26–35 | 36–45 | 46–55 | 56–65 | 65+   |
| --------- | ----- | ----- | ----- | ----- | ----- | ----- |
| 운동선수  | 49–55 | 49–54 | 50–56 | 50–57 | 51–56 | 50–55 |
| 뛰어남    | 56–61 | 55–61 | 57–62 | 58–63 | 57–61 | 56–61 |
| 좋음      | 62–65 | 62–65 | 63–66 | 64–67 | 62–67 | 62–65 |
| 평균 이상 | 66–69 | 66–70 | 67–70 | 68–71 | 68–71 | 66–69 |
| 평균      | 70–73 | 71–74 | 71–75 | 72–76 | 72–75 | 70–73 |
| 평균 이하 | 74–81 | 75–81 | 76–82 | 77–83 | 76–81 | 74–79 |
| 나쁨      | 82+   | 82+   | 83+   | 84+   | 82+   | 80+   |

| 여성      | 나이  |       |       |       |       |       |
| 여성      | 18–25 | 26–35 | 36–45 | 46–55 | 56–65 | 65+   |
| --------- | ----- | ----- | ----- | ----- | ----- | ----- |
| 운동선수  | 54–60 | 54–59 | 54–59 | 54–60 | 54–59 | 54–59 |
| 뛰어남    | 61–65 | 60–64 | 60–64 | 61–65 | 60–64 | 60–64 |
| 좋음      | 66–69 | 65–68 | 65–69 | 66–69 | 65–68 | 65–68 |
| 평균 이상 | 70–73 | 69–72 | 70–73 | 70–73 | 69–73 | 69–72 |
| 평균      | 74–78 | 73–76 | 74–78 | 74–77 | 74–77 | 73–76 |
| 평균 이하 | 79–84 | 77–82 | 79–84 | 78–83 | 78–83 | 77–84 |
| 나쁨      | 85+   | 83+   | 85+   | 84+   | 84+   | 85+   |

## 최대심박수
심박수의 최대치인 최대 심박수(HRmax)는 운동을 통해 안정하게 오를 수 있는 최대 심박수를 말한다. 가장 정확하게 HRmax을 측정하는 것은 심장에 스트레스를 가하는 테스트이다. 피실험자는 심전도로 모니터 된 상태에서 테스트가 진행된다. 실험동안, 운동의 강도는 주기적으로 증가되는 것을 사용하는데, 러닝머신 같은 것을 사용한다. 일반적인 지속시간은 10분에서 20분 정도이다.

## 이상

### 심박급속증
심박급속증은 휴식기 심박수가 분당 100회를 넘는 상태를 말한다. 이 숫자는 다양할 수 있는데 어린이들은 어른들의 평균보다 더 빠른 심박수를 가지고 있다.
심박급속증이 일어나는 생리적 상태
1. 운동
2. 임신
3. 불안과 스트레스 같은 심리적 상태

심박급속증이 일어나는 병리학적 상태
1. 열
2. 빈혈
3. 저산소증
4. 갑상선 기능항진증
5. 카테콜아민의 과다분비
6. 심근증
7. 심장판막증
8. 급성방사선증후군

### 서맥
서맥은 심박수가 분당 60회 이하일때로 정의된다. 이 숫자는 다양할 수 있는데 어린이들은 어른들의 평균보다 더 빠른 심박수를 가지고 있다. 일부 서맥은 갑상선 기능저하증과 연관이 있다.
훈련받는 운동선수들은 휴식기 심박수가 느린 경향이 있고, 서맥에 대한 병적 증상이 없을 경우, 비정상으로 간주되지 않는다. 예를 들어 스페인 사이클 선수인 Miguel Indurain은 휴식기 심박수가 분당 28회이며, 건강한 사람 중 가장 낮은 기록을 가진 사람이다.

### 부정맥
부정맥은 심박수와 리듬에 비정상적인 것을 말한다. 부정맥은 두 가지 부류로 나뉠 수 있는데, 빠르거나 느린 것이다. 몇몇은 적은 증상을 보인다. 다른 몇몇은 어지러움증이나 기절과 같은 심각한 증상을 만든다.

## 같이 보기
- 맥박
- 베인브리지 반사